# 巴特拉德克斯堡
巴特拉德克斯堡（德語：Bad Radkersburg，德語發音：[ˈbaːt ˈʁatkɐsbʊʁk]）是奥地利施泰尔马克州东南施泰尔马克县的一个市镇。总面积2.17平方公里，总人口1361人，人口密度627.2人/平方公里（2011年）。
2015年，拉德克斯堡郊镇在施泰尔马克州市镇结构改革中并入巴特拉德克斯堡。